# Sublevación de Cataluña
La sublevación de Cataluña, revuelta de los catalanes, guerra de Cataluña o guerra de los Segadores (en catalán: guerra dels Segadors) afectó a gran parte de Cataluña entre los años 1640 y 1652. Tuvo como efecto más duradero la firma del Tratado de los Pirineos entre la monarquía española y la francesa, pasando el condado del Rosellón y la mitad del condado de Cerdaña, hasta aquel momento partes integrantes del principado de Cataluña, uno de los territorios de la monarquía hispánica, a soberanía francesa.
La sublevación comienza con el Corpus de Sangre del 7 de junio de 1640, explosión de violencia en Barcelona (cuyo hecho más trascendente es el asesinato del conde de Santa Coloma, noble catalán y virrey de Cataluña) protagonizada por campesinos y segadores que se sublevaron debido a los abusos cometidos por el ejército real, compuesto por mercenarios de diversas procedencias, desplegado en el Principado a causa de la guerra con la Monarquía de Francia, enmarcada dentro de la guerra de los Treinta Años (1618-1648).
Los sublevados justificaron la rebelión principalmente con argumentos religiosos, acusando al Ejército Real de haber cometido sacrilegios. Se acusó, de modo especial, al tercio mandado por el napolitano Leonardo Molas de haber robado e incendiado la iglesia de Riudarenas con el Santísimo Sacramento. Polemistas de la época como Francisco de Quevedo o Pedro Calderón de la Barca (que fue uno de los soldados allí acantonados) negaron esta imputación, afirmando que nada tenía que ver la rebelión de los catalanes con la defensa de la religión, pues los Tercios combatían por ella, y que el origen del conflicto había sido la negativa de los paisanos a dar alojamiento a los soldados.

## Antecedentes

### La «decadencia» de Castilla y la crisis de la hacienda real
A principios del siglo XVII, la situación de Castilla —de donde hasta entonces habían salido los hombres y los impuestos que necesitaron Carlos I y Felipe II para su política hegemónica en Europa— ya no era la misma que la del siglo anterior. Como ha señalado Joseph Pérez, Castilla "se hallaba exhausta, arruinada, agobiada después de un siglo de guerras casi continuas. Su población había mermado en proporción alarmante; su economía se venía abajo; las flotas de Indias que llevaban la plata a España llegaban muchas veces tarde y las remesas tampoco eran las de antes".
La difícil situación de Castilla y la caída de las remesas de metales preciosos de las Indias tuvo una repercusión inmediata en los ingresos de la Hacienda real, cuya crisis se vio agravada en 1618 cuando comenzó la que sería llamada guerra de los Treinta Años y cuando en 1621 expiró la Tregua de los Doce Años con las Provincias Unidas de los Países Bajos —reanudándose así la guerra de los Ochenta Años—. Esa compleja situación es la que tuvieron que afrontar el nuevo rey Felipe IV y su valido el conde-duque de Olivares.

### El proyecto de Olivares: el memorial secreto de 1624 y la Unión de Armas

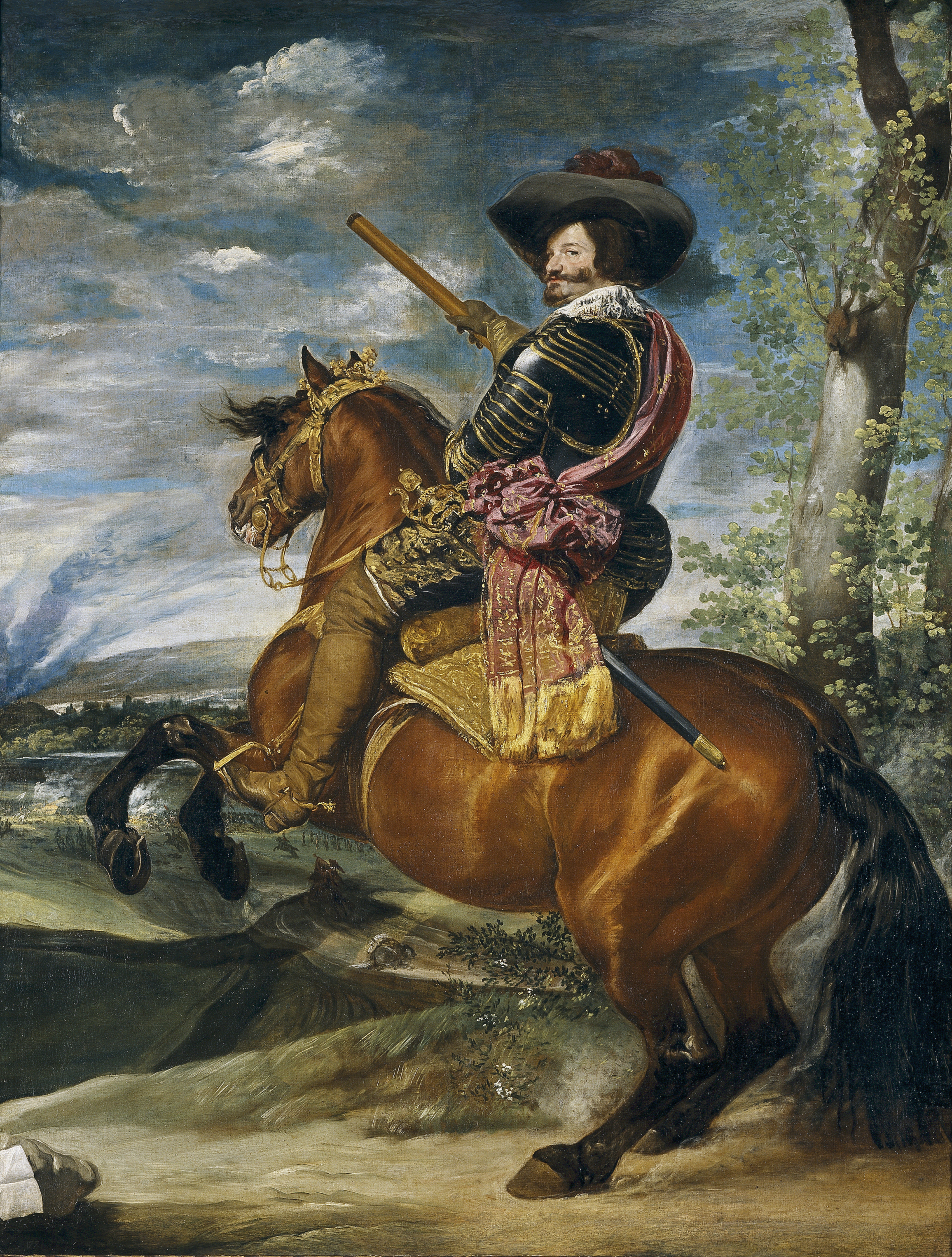
El Conde Duque de Olivares, por Velázquez, 1632. Aparece un valido de gesto decidido en la cúspide de su poder y del de la Monarquía Hispánica, con el bastón de mando militar, en un cuadro que cuelga inclinado con uno de composición simétrica del propio rey, ambos en el Museo del Prado.

El proyecto de Olivares, resumido en su aforismo Multa regna, sed una lex («Muchos reinos, pero una ley»), que era sin duda la ley de Castilla, donde el poder del rey era más efectivo que en cualquier "provincia" que mantuviese sus tradicionales "libertades", implicaba modificar el modelo político de monarquía compuesta de los Austrias en el sentido de uniformizar las leyes e instituciones de sus reinos. Esta política fue plasmada en el famoso memorial secreto preparado por Olivares para Felipe IV, fechado el 25 de diciembre de 1624, cuyo párrafo clave decía:

Tenga Vuestra Majestad por el negocio más importante de su Monarquía, el hacerse Rey de España: quiero decir, Señor, que no se contente Vuestra Majestad con ser Rey de Portugal, de Aragón, de Valencia, Conde de Barcelona, sino que trabaje y piense, con consejo mudado y secreto, por reducir estos reinos de que se compone España al estilo y leyes de Castilla, sin ninguna diferencia, que si Vuestra Majestad lo alcanza será el Príncipe más poderoso del mundo.

Como este proyecto requería tiempo y las necesidades de la Hacienda eran acuciantes, el Conde-Duque presentó oficialmente en 1626 un proyecto menos ambicioso pero igualmente innovador, la Unión de Armas, según el cual todos los "Reinos, Estados y Señoríos" de la Monarquía Hispánica contribuirían en hombres y en dinero a su defensa, en proporción a su población y a su riqueza. Así la Corona de Castilla y su Imperio de las Indias aportarían 44 000 soldados; el Principado de Cataluña, el Reino de Portugal y el Reino de Nápoles, 16 000 cada uno; los Países Bajos del sur, 12 000; el Reino de Aragón, 10 000; el Ducado de Milán, 8000; y el Reino de Valencia y el Reino de Sicilia, 6000 cada uno, hasta totalizar un ejército de 140 000 hombres. El conde-duque pretendía hacer frente así a las obligaciones militares que la Monarquía de la Casa de Austria había contraído. Sin embargo, el conde-duque era consciente de la dificultad del proyecto ya que tendría que conseguir la aceptación del mismo por las instituciones propias de cada Estado —singularmente de sus Cortes—, y estas eran muy celosas de sus fueros y privilegios.
Con la Unión de Armas Olivares retomaba las ideas de los arbitristas castellanos que desde principios del siglo XVII, cuando se hizo evidente la «decadencia» de Castilla, habían propuesto que las cargas de la Monarquía fueran compartidas por el resto de los reinos no castellanos. Unas ideas que cuando empezó la Guerra de los Treinta Años fueron también asumidas por el Consejo de Hacienda y el Consejo de Castilla. Este último en una «consulta» del 1 de febrero de 1619 afirmó que las otras "provincias", «fuera justo que se ofrecieran, y aun se les pidiera ayudaran con algún socorro, y que no cayera todo el peso y carga sobre un sujeto tan flaco y tan desuntanciado», en referencia a la Corona de Castilla. Sin embargo, la opinión que tenían los arbitristas y los consejos castellanos sobre la escasa contribución de los estados de la Corona de Aragón a los gastos de la Monarquía no se ajustaba completamente a la realidad, además de que los castellanos sobrestimaban la población y la riqueza de los reinos y estados no castellanos, una idea que también compartía el Conde-Duque de Olivares.

### La oposición de Cataluña a la Unión de Armas: las Cortes inacabadas de 1626 y 1632
Mientras en la corte de Madrid la Unión de Armas fue recibida con grandes elogios —«único medio para la sustentación y restauración de la monarquía»—, en los estados no castellanos ocurrió lo contrario, conscientes de que si se aprobaba tendrían que contribuir regularmente con tropas y dinero, y de que supondría una violación de sus fueros, ya que en todos ellos, como ha señalado Elliott, «reglas muy estrictas disponían el reclutamiento y la utilización de las tropas».
Según Joseph Pérez, la oposición de los estados no castellanos a la Unión de Armas se debió, en primer lugar, a que el cambio que se proponía «era demasiado fuerte como para ser aceptado sin resistencia» por unos "reinos y señoríos que habían disfrutado desde siglo y medio de una autonomía casi total"; y, en segundo lugar, porque "el propósito de crear una nación unida y solidaria venía demasiado tarde: se proponía a las provincias no castellanas participar en una política que estaba hundiendo a Castilla cuando no se le había dado parte ni en los provechos ni en el prestigio que aquella política reportó a los castellanos, si los hubo".
Para la aprobación de la Unión de Armas el rey Felipe IV convocó Cortes del Reino de Aragón para principios de 1626, que se celebrarían en Barbastro; Cortes del Reino de Valencia, a celebrar en Monzón (Huesca), y Cortes catalanas, que se reunirían en Barcelona. En las del Reino de Valencia Olivares tuvo que cambiar sus planes y aceptar un subsidio, que las Cortes concedieron de mala gana, de un millón de ducados que serviría para mantener a 1000 soldados —lejos, pues, de los 6000 previstos— que se pagaría en quince plazos anuales —72 000 ducados cada año—. De las Cortes del reino de Aragón obtuvo 2000 voluntarios durante quince años, o los 144 000 ducados anuales con los que se pagaría esa cantidad de hombres —muy lejos también de la cifra de 10 000 soldados prevista por Olivares para el reino de Aragón—.
El 26 de marzo de 1626 Felipe IV hizo su entrada triunfal en Barcelona y al día siguiente juró las Constituciones catalanas. Poco después se inauguraron las cortes catalanas con la lectura de la proposición real preparada por Salvador Fontanet y que fue leída por el protonotario Jerónimo de Villanueva:

Catalanes míos, vuestro conde llega a vuestras puertas acometido e irritado de sus enemigos, no a proponeros que le deis hacienda para gastar en dádivas vanas [...] Hijos, una y mil veces os digo y os repito que no solo [no] quiero quitaros vuestros fueros, favores e inmunidades [...] os propongo el resucitar la gloria de vuestra nación y el nombre que tantos años ha está en olvido y que tanto fue el terror y la opinión común de Europa.

Sin embargo, estas palabras no ablandaron la oposición de los tres braços a la Unión de Armas, ni siquiera cuando Olivares propuso cambiar los soldados por un "servicio" de 250 000 ducados anuales durante quince años, o por un "servicio" único de más de tres millones de ducados. Los braços estaban más interesados en que se aprobaran sus propuestas de nuevas "Constituciones" y que se atendieran los "greuges" ('quejas') contra los oficiales reales que se habían acumulado desde la celebración de las últimas cortes catalanas en 1599. Como las sesiones se alargaban sin que se llegara a tratar el tema que le había llevado allí —la Unión de Armas—, el rey Felipe IV abandonó precipitadamente Barcelona el 4 de mayo de 1626 sin clausurar las Cortes.
Olivares creyó que podría llegar a un acuerdo concediendo ciertas ventajas en cooperación militar por el Mediterráneo, pero no contó con la lentitud de las Cortes para sopesar su propuesta. Para colmo, un desaire protocolario a un principal noble catalán también influyó en aumentar el resentimiento de la facción más opuesta a Olivares (una disputa por la prelación a la hora de establecer los puestos en la comitiva del rey terminó sentando al almirante de Castilla en vez del duque de Cardona, hasta entonces principal valedor del rey en Cataluña, que incluso había llegado al extremo de cruzar su espada en una sesión de las cortes con el conde de Santa Coloma). Al desentendimiento entre la élite catalana y el propio rey también había contribuido la muerte de un consejero real de origen catalán, el marqués de Aytona, que no llegó a Barcelona (murió durante la estancia previa en Barbastro, el 24 de enero de 1626).
Sin embargo, Olivares, "ignorando el hecho desagradable de que ninguno de los reinos [de Aragón y de Valencia] había votado tropas para el servicio más acá de sus propias fronteras, y de que los catalanes no habían votado siquiera una suma de dinero", proclamó el 25 de julio de 1626 el nacimiento oficial de la Unión de Armas.
En 1632 Olivares volvió a intentar que las cortes catalanas aprobaran la Unión de Armas o un "servicio" en dinero equivalente y se reunieron de nuevo. Pero estas aún duraron menos que las de 1626 ya que cuestiones de protocolo —como la reivindicación de los representantes de Barcelona del privilegio de ir cubiertos con sombrero en presencia del rey— y los interminables greuges agotaron la paciencia del rey y de nuevo se marchó sin clausurarlas. Como ha señalado Xavier Torres, el fracaso de estas nuevas cortes sancionó "de hecho, el divorcio entre el monarca —o su valido— y las instituciones del Principado".
Por otro lado, los virreyes que se encargaban de la seguridad de los caminos y las rutas comerciales a duras penas podían contener los embates del bandolerismo al servicio de clanes o facciones nobiliarias que controlaban o estimulaban la actividad de bandas rivales de malhechores (en su mayoría campesinos y pastores afectados por la crisis económica de la zona, como Serrallonga). Además de responder a una secular dinámica interna, tampoco desaprovecharon la oportunidad de intensificarla para desestabilizar el sistema de gobierno. Durante el mandato del duque de Lerma el orden público en el Principado estaba en situación muy precaria; entre 1611 y 1615, ya actuando como virrey el marqués de Almazán, incluso empeoró. Sin embargo, una acción más decidida de los dos siguientes virreyes (el duque de Alburquerque y el duque de Alcalá) mantuvo el orden a partir de 1616 por encima de una Generalidad que ni dominaba ni tenía capacidad de dominar la situación. La firme voluntad de estos virreyes de acabar con el bandolerismo (incluso prohibiendo la posesión de determinadas armas) levantó las susceptibilidades de las instituciones catalanas, que creían ver en ello una violación de sus prerrogativas en materia de gobierno autónomo.
Otros puntos de fricción frente a la Generalidad fueron: los intentos de cobrar el quinto de los ingresos municipales, que habían quedado en suspenso en 1599 y se reanudaron en 1611, afectando a Barcelona desde 1620 (aunque la Diputación del General amparaba la resistencia de los ayuntamientos contra el impuesto); y el apresamiento en 1623 por los corsarios argelinos de las dos galeras armadas por la institución catalana para la defensa de las costas (desde 1599) y que se empleaban en el transporte de tropas a Italia (de forma irregular según la interpretación de la Generalidad).

### La guerra llega a Cataluña (1635-1640)
En 1635 la declaración de guerra de Luis XIII de Francia a Felipe IV llevó la guerra a Cataluña, dada su situación fronteriza con la monarquía de Francia, y con ello, con la ejecución de la Unión de Armas.
El Conde-Duque de Olivares se propuso concentrar en Cataluña un ejército de 40 000 hombres para atacar Francia por el sur y al que el Principado tendría que aportar 6000 hombres. Para poner en marcha su proyecto en 1638 nombra como nuevo virrey de Cataluña al conde de Santa Coloma, mientras que ese mismo año se renueva la Diputación General de Cataluña de la que entran a formar parte dos firmes defensores de las leyes e instituciones catalanas, el canónigo de Urgel Pau Claris y Francesc de Tamarit. Pronto surgen los conflictos entre el ejército real —compuesto por mercenarios de diversas "naciones" incluidos los castellanos— con la población local a propósito del alojamiento y manutención de las tropas. Se extienden las quejas sobre su comportamiento —se les acusa de cometer robos, exacciones y todo tipo de abusos—, culminando con el saqueo de Palafrugell por el ejército estacionado allí, lo que desencadena las protestas de la Diputación del General y del Consejo de Ciento de Barcelona ante Olivares.
El Conde-Duque de Olivares, necesitado de dinero y de hombres, confiesa estar harto de los catalanes: «Si las Constituciones embarazan esto, que lleve el diablo las Constituciones». En febrero de 1640, cuando ya hace un año que la guerra ha llegado a Cataluña, Olivares le escribe al virrey Santa Coloma:

Cataluña es una provincia que no hay rey en el mundo que tenga otra igual a ella... Si la acometen los enemigos, la ha de defender su rey sin obrar ellos de su parte lo que deben ni exponer su gente a los peligros. Ha de traer ejército de fuera, le ha de sustentar, ha de cobrar las plazas que se perdieren, y este ejército, ni echado el enemigo ni antes de echarle el tiempo que no se puede campear, no le ha de alojar la provincia... Que se ha de mirar si la constitución dijo esto o aquello, y el usaje, cuando se trata de la suprema ley, que es la propia conservación de la provincia

Así a lo largo de 1640 el virrey Santa Coloma, siguiendo las instrucciones de Olivares, adopta medidas cada vez más duras contra los que niegan el alojamiento a las tropas o se quejan de sus abusos. Incluso toma represalias contra los pueblos donde las tropas no han sido bien recibidas y algunos son saqueados e incendiados. El diputado Tamarit es detenido. Los enfrentamientos entre campesinos y soldados menudean hasta que se produce una insurrección general en la región de Gerona que pronto se extiende a la mayor parte del Principado.
Otro hecho que condujo a un mayor deterioro de la ya enrarecida relación entre Cataluña y la Corona, fue la negativa en 1638 de la Diputación del General a que tropas catalanas acudieran a levantar el Sitio de Fuenterrabía (Guipúzcoa), a donde sí habían acudido tropas desde Castilla, las provincias vascas, Aragón y Valencia. La nobleza y la burguesía catalanas odiaban por motivos personales al virrey, conde de Santa Coloma, por no haber defendido sus intereses de estamento por encima de la obediencia al gobierno de Madrid. Los campesinos odiaban a la soldadesca de los tercios por las requisas de animales y los destrozos ocasionados a sus cosechas, amén de otros incidentes y afrentas derivadas del alojamiento forzoso de la soldadesca en sus casas, algunas de las cuales llegaron a quemar. El clero también lanzaba prédicas contra los soldados de los tercios, a los que llegaron a excomulgar.

## LaGuerra dels Segadors

### El inicio de la sublevación: el Corpus de Sangre

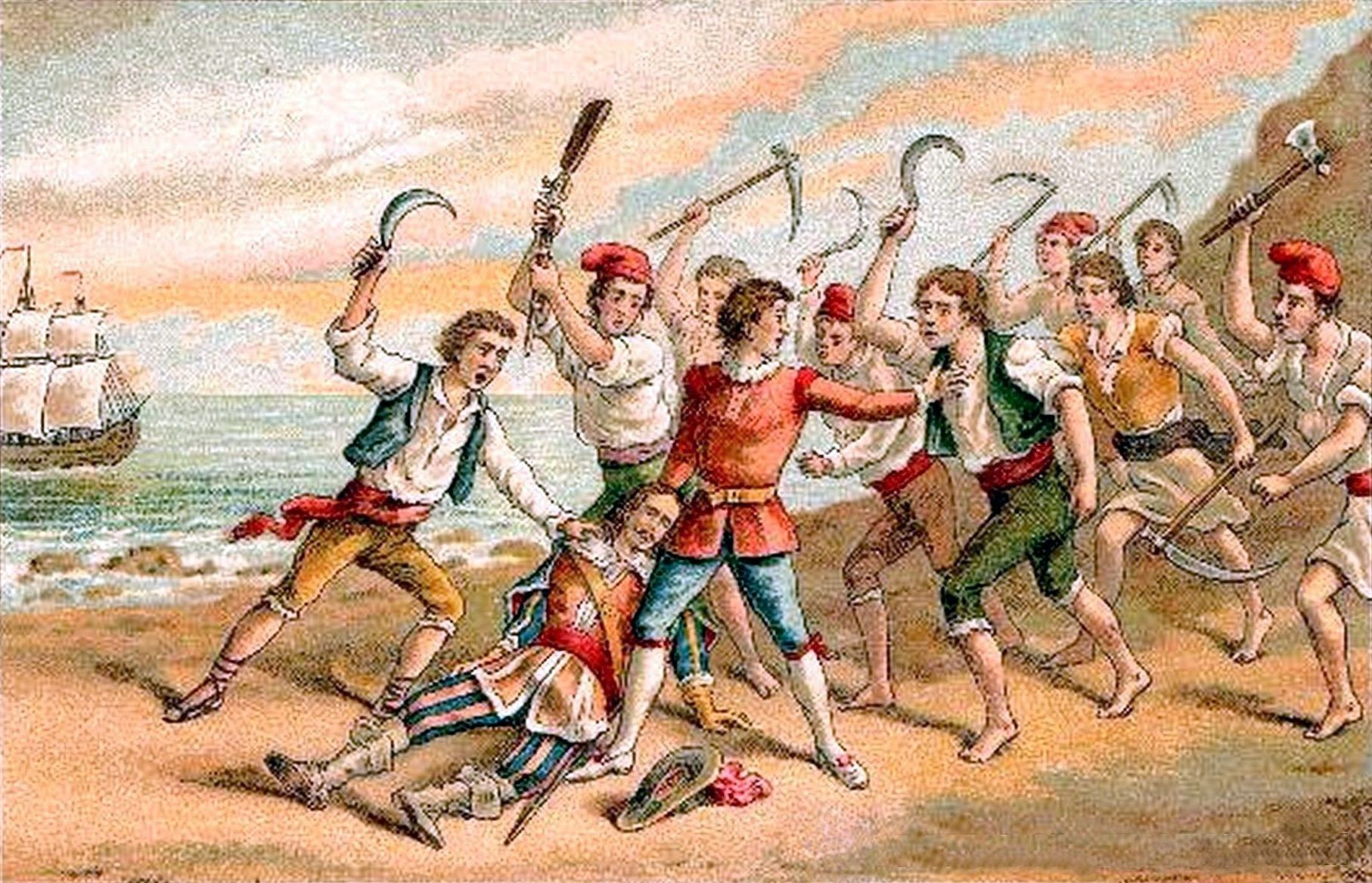
El Corpus de Sang, de H.Miralles (1910). «¡Viva la fe de Cristo!», «¡Viva el Rey de España nuestro Señor!», «¡Muera el mal gobierno!» fueron los lemas de los segadores que originaron la revuelta popular del 7 de junio de 1640, día conocido como el Corpus de Sangre.

En mayo de 1640, campesinos gerundenses atacaron a los tercios que acogían. A finales de ese mismo mes, los campesinos llegaban a Barcelona, y a ellos se unieron los segadores en junio.
El 7 de junio de 1640, fiesta del Corpus Christi, rebeldes mezclados con segadores que habían acudido a la ciudad para ser contratados para la cosecha, entran en Barcelona y estalla la rebelión. "Los insurrectos se ensañan contra los funcionarios reales y los castellanos; el propio virrey procura salvar la vida huyendo, pero ya es tarde. Muere asesinado. Los rebeldes son dueños de Barcelona". Fue el Corpus de Sangre que dio inicio a la sublevación de Cataluña. El virrey de Cataluña Dalmau de Queralt, conde de Santa Coloma fue asesinado en una playa barcelonesa cuando intentaba huir por mar.
La situación cogió por sorpresa a Olivares, ya que la mayoría de sus ejércitos estaban localizados en otros frentes y no podían acudir a Cataluña. El odio a los tercios y a los funcionarios reales pasó a generalizarse contra todos los hacendados y nobles situados cerca de la administración. Ni siquiera la Diputación del General controlaba ya a los rebeldes, que lograron apoderarse del puerto de Tortosa.

### De 1640 a 1652
Pau Claris, al frente de la Diputación del General impulsó la decisión de poner el territorio catalán bajo la protección y soberanía francesa. Pero la revuelta también escapó a este primer y efímero control de la oligarquía catalana. La sublevación derivó en una revuelta de empobrecidos campesinos contra la nobleza y los ricos de las ciudades que también fueron atacados. La oligarquía catalana se encontró en medio de una auténtica revolución social entre la autoridad del rey y el radicalismo de sus súbditos más pobres.
Conscientes de su incapacidad de reducir la revuelta, los gobernantes catalanes se aliaron con el enemigo de Felipe IV: Luis XIII (pacto de Ceret). Richelieu no perdió una oportunidad tan buena para debilitar a la Corona española. Olivares comienza a preparar un ejército para recuperar Cataluña con grandes dificultades ese mismo año de 1640 y, en septiembre, la Diputación catalana pide a Francia apoyo armamentístico.
En octubre de 1640 se permitió a los navíos franceses usar los puertos catalanes y Cataluña accedió a pagar un ejército francés inicial de tres mil hombres que Francia enviaría al condado. En noviembre, un ejército de unos veinte mil soldados recuperó Tortosa para Felipe IV, en su camino hacia Barcelona; dicho ejército provocó sobre los prisioneros unos abusos que determinaron a los catalanes a oponer una mayor resistencia. Cuando el ejército del marqués de los Vélez se acercaba a Barcelona, estalló una revuelta popular el 24 de diciembre, con una intensidad superior a la del Corpus, por lo que Claris tuvo que decidirse por pactar la alianza con Francia en contra de Felipe IV.
El 16 de enero de 1641, la Junta de Brazos (Las Cortes sin el rey) aceptaron la propuesta de Claris de poner a Cataluña bajo protección del rey de Francia en un gobierno republicano, y el Consejo de Ciento lo hizo al día siguiente. Pero en esta situación, la república catalana fue tan solo una solución transitoria para forzar un acuerdo con el gobierno de Madrid ante la amenaza de intervención francesa. Sin embargo, el enviado plenipotenciario del rey de Francia Bernard Du Plessis-Besançon logró influir en las autoridades catalanas en el sentido de que la implicación e intervención francesa solo podía realizarse si era reconocido como soberano el rey francés. Así pues, el 23 de enero Pau Claris transmitió esta proposición a la Junta de Brazos, que fue aceptada, el Consejo de Ciento lo hizo al día siguiente, y el rey de Francia Luis XIII pasó a ser el nuevo conde de Barcelona. Tanto la Junta de Brazos como el Consejo de Ciento acordaron establecer una Junta de Guerra, que no fuera responsable ante ambos organismos y presidida por el conseller en cap Joan Pere Fontanella. Días después, el 26 de enero, un ejército franco-catalán defendió Barcelona con éxito. El ejército de Felipe IV se retiró y no volvería hasta diez años más tarde. Poco tiempo después de esta defensa victoriosa moriría Pau Claris.
Cataluña se encontró siendo el campo de batalla de la guerra entre Francia y España e, irónicamente, los catalanes padecieron la situación que durante tantas décadas habían intentado evitar: sufragar el pago de un ejército y ceder parcialmente su administración a un poder extranjero, es decir, el francés. La política francesa respecto a Cataluña estaba dominada por la táctica militar y el propósito de atacar, además de la propia Cataluña, los territorios de Aragón y Valencia.

Tratado de los Pirineos.

Luis XIII nombró entonces un virrey francés y llenó la administración catalana de conocidos profranceses. El coste del ejército francés para Cataluña era cada vez mayor, y mostrándose cada vez más como un ejército de ocupación. Mercaderes franceses comenzaron a competir con los locales, favorecidos aquellos por el gobierno francés, que convirtió a Cataluña en un nuevo mercado para Francia. Todo esto, junto a la situación de guerra, la consecuente inflación, plagas y enfermedades llevó a un descontento que iría a más en la población, consciente de que su situación había empeorado con Luis XIII respecto a la que soportaban con Felipe IV.
En 1642, el ejército francés de Luis XIII conquista el Rosellón, Monzón (en Aragón) y Lérida. Un año después Felipe IV recupera Monzón y el año siguiente Lérida, donde el rey juró obediencia a las leyes catalanas. En 1648, con el Tratado de Westfalia y la retirada de la guerra de sus aliados, los Países Bajos, Francia comienza a perder interés por Cataluña. Conocedor del descontento de la población catalana por la ocupación francesa, Felipe IV considera que es el momento de atacar y en 1651 un ejército dirigido por Juan José de Austria comienza un asedio a Barcelona. El ejército francocatalán de Barcelona se rinde en 1652 y se reconoce a Felipe IV como soberano y a Juan José de Austria como virrey en Cataluña, si bien Francia conserva el control del Rosellón. Felipe IV por su parte firmó obediencia a las leyes catalanas. Esto da paso a la firma del Tratado de los Pirineos en 1659.
Esta inestabilidad interna y su resultado final fue dañino para España, pero mucho más para Cataluña. Por otra parte, Francia aprovechó la oportunidad para explotar una situación que le rindió grandes beneficios a un coste prácticamente nulo.
Como resultado final, Francia tomó posesión definitiva del principal territorio transpirenaico de España.

## Interpretaciones historiográficas
Los historiografía catalana del siglo XIX y principios del siglo XX presentó la Guerra dels Segadors como un «alzamiento de Cataluña» contra la política «desnacionalizadora» de la Monarquía de los Austrias encarnada en la figura del Conde-Duque de Olivares. Así lo explicaba, por ejemplo, Ferran Soldevila para quien el proyecto «centralizador» de Olivares, acompañado de las violencias cometidas por los tercios en el Principado, habrían suscitado una «protesta compacta» de «toda la tierra catalana».
Una corriente historiográfica posterior auspiciada por Jaume Vicens Vives y basada en los estudios de John H. Elliott hizo hincapié en el carácter «social» de la revuelta más que en su carácter «nacional». Así el «alzamiento de Cataluña» pasó a ser una especie de revuelta dual: por una parte la lucha de «los pobres contra los ricos» y por otra la reacción de unas oligarquías que veían amenazados sus privilegios por las tentativas de «modernización» de la Monarquía Católica de Felipe IV.
Por su parte Xavier Torres ha formulado una tercera interpretación a medio camino entre la hipótesis «nacional» y la «social». Según este historiador, «hubo ciertamente, un genuino patriotismo catalán en el curso de la Guerra de los Segadores; no solo retórico o meramente ornamental, tal como suponen a menudo los seguidores de una hipótesis "social", sino inmanente e inseparable de los propios acontecimientos (por no decir de los "intereses" en juego inclusive). Ahora bien, este patriotismo no debería confundirse en ningún caso con el nacionalismo, ni siquiera en términos de "precocidad" o como "antecedentes", tal como imaginan, a su vez, los cultivadores de una interpretación nacionalista o "protonacionalista" de los hechos: porque se trataba, en suma, de un patriotismo sin nación».

### Crónica de la época
- Francisco Manuel de Melo. Historia de los movimientos y separación de Cataluña y de la Guerra entre la Magestad Católica de Don Felipe el cuarto, Rey de Castilla y de Aragón y la Deputación General de aquel Principado. 1645